# Pénzesgyőr
Pénzesgyőr is een plaats (község) en gemeente in het Hongaarse comitaat Veszprém. Pénzesgyőr telt 368 inwoners (2001).